# Culex sinaiticus
Culex sinaiticus är en tvåvingeart som beskrevs av James Barrie Kirkpatrick 1924. Culex sinaiticus ingår i släktet Culex och familjen stickmyggor. Inga underarter finns listade i Catalogue of Life.